# باشگاه فوتبال توندلا

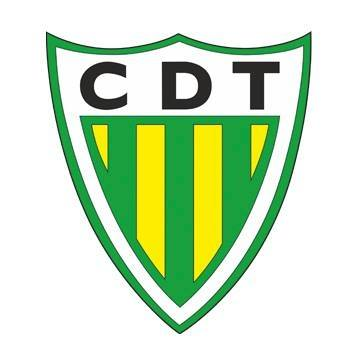
نمایی از لگوی باشگاه فوتبال توندلا

باشگاه فوتبال توندلا (به پرتغالی: Clube Desportivo de Tondela) یک باشگاه فوتبال حرفه‌ای در کشور پرتغال است که در سال ۱۹۳۳ تأسیس شده‌است.

## ورزشگاه خانگی
این باشگاه فوتبال حرفه‌ای، مسابقات خانگی خود را در ورزشگاه Estádio João Cardoso که دارای ظرفیت ۵۰۰۰ نفر است برگزار می‌کند.